# Miss Universe 2007
A Miss Universe 2007-et, 2007. május 28-án rendezték meg a Mexikóváros-beli National Auditorium-ban, mely az 56. volt a verseny történetében. 77 ország delegált versenyzőket. A győztesek fejére a tavalyi győztes, Zuleyka Rivera Mendoza helyezte fel a 250 ezer dolláros, gyöngyökkel és gyémántokkal díszített koronát. A műsorvezető Vanessa Minnillo és Mario Lopez volt.

## Versenyzők
- Albánia – Sadina Alla
- Amerikai Virgin-szigetek – Renata Christian
- Angola – Micaela Reis
- Antigua és Barbuda – Stephanie Winter
- Argentína – Daniela Stucan
- Aruba – Carolina Raven
- Ausztrália – Kimberley Busteed
- Bahama-szigetek – Trinere Lynes
- Barbados – Jewel Garner
- Belgium – Annelien Coorevits
- Belize – Maria Jeffery
- Bolívia – Jessica Jordan Burton
- Brazília – Natália Guimaraes
- Bulgária – Gergana Kochanova
- Costa Rica – Veronica Gonzalez
- Horvátország – Jelena Maros
- Curacao – Naemi Monte
- Ciprus – Polyvia Achilleos
- Csehország – Lucie Hadasová
- Dél-Afrika – Megan Coleman
- Dánia – Zaklina Sojic
- Dél-Korea  – Lee Ha-nui (Honey)
- Dominikai Köztársaság – Massiel Taveras
- Ecuador – Lugina Cabezas
- Egyiptom – Ehsan Hatem
- El Salvador – Lisette Rodriguez
- Észtország – Viktoria Azovskaja
- Finnország – Noora Hautakangas
- Franciaország – Rachel Legrain-Trapani
- Fülöp-szigetek  – Anna Theresa Licaros
- Grúzia – Ana Giorgelashvili
- Görögország – Doukissa Nomikou
- Guatemala – Alida Boer
- Guyana – Meleesea Payne
- Honduras – Wendy Salgado
- India – Puja Gupta
- Indonézia – Agni Pratistha Kuswardono
- Izrael – Sharon Kenett
- Jamaica – Zahra Redwood
- Japán – Mori Rijo
- Kanada – Inga Skaya
- Kazahsztán – Gauhar Rakhmetalieva
- Kína – Ningning Zhang
- Kolumbia – Eileen Roca
- Lengyelország – Dorota Gawron
- Libanon – Nadine Njeim
- Magyarország – Bóna Ildikó
- Malajzia – Adelaine Chin
- Mauritius – Sandra Faro
- Mexikó – Rosa Maria Ojeda
- Montenegró – Snezana Buskovic
- Németország – Angelina Glass
- Nicaragua – Xiomara Blandino
- Nigéria – Ebinabo Potts-Johnson
- Norvégia – Kirby Ann Basken
- Olaszország – Valentina Massi
- Oroszország – Tatiana Kotova
- Panama – Sorangel Matos Arce
- Paraguay – María José Maldonado
- Peru – Jimena Elías Roca
- Puerto Rico – Uma Blasini
- Spanyolország  – Natalia Zabala Arroyo
- St. Lucia – Yoanna Henry
- Svájc – Christa Rigozzi
- Szerbia – Teodora Marcic
- Szingapúr – Jessica Tan
- Szlovákia – Lucia Senášiová
- Szlovénia – Tjasa Kokalj
- Tanzánia – Flaviana Matata
- Thaiföld – Farung Yuthithum
- Turks- és Caicos-szigetek – Saneita Been
- Ukrajna – Lyudmila Bikmullina
- Uruguay – Giannina Silva
- USA – Rachel Smith
- Új-Zéland – Laural Barrett
- Venezuela – Ly Jonaitis
- Zambia – Rosemary Chileshe

## Bírák
A következő hírességek bírálták a versenyt.
- James Kyson Lee – a Heroes – Hősök tv-sorozat rendezője
- Lindsay Clubine – Áll az alku TV műsor "aktatáska modellje"
- Tony Romo – Dallas Cowboys hátvédje
- Dave Navarro – rocksztár
- Michelle Kwan – olimpiai bajnok (korcsolya)
- Mauricio Islas – mexikói rendező
- Marc Bouwer – divattervező
- Nina Garcia – Project Runway szakértő és Elle magazin divatvezető
- Dayanara Torres – Miss Universe 1993
- Christiane Martel – mexikói színésznő és Miss Universe 1953

## Érdekességek
- először küldött delegáltat: Montenegró (Snezana Buskovic), Szerbia (Teodora Marcic), és Tanzánia (Flaviana Matata)
- visszavonta delegáltjait: Chile, Etiópia, Északi-Mariana-szigetek, Ghána, Izland, Írország, Kajmán-szigetek, Lettország, Namíbia, Nagy-Britannia, Srí Lanka, St. Martin, Saint Vincent és a Grenadine-szigetek, Svédország, Trinidad és Tobago, Törökország
- visszatérő országok: Barbados, Belize, Curaçao, Honduras, Olaszország
- először indult jelölt kopaszra borotvált fejjel (Tanzánia)
- először volt rastafari vallású és az ezzel járó rastafrizurával induló jelölt a versenyen (Jamaica, Zahra Redwood)